# Arthur Fischer
Arthur Fischer (2 de noviembre de 1897-3 de diciembre de 1991) fue un actor, escritor y dibujante de nacionalidad sueca.

## Biografía
Nacido en Estocolmo, Suecia, su nombre completo era Arthur Johannes Harald Fischer. Era hijo del director Franz Fischer (1867–1944) y hermano del actor y escritor Siegfried Fischer (1894–1976) . Estuvo casado con la actriz Stina Guttormsen.
Fischer empezó a actuar en el Teatro Hippodromen de Malmö en 1914, siendo posteriormente contratado por diferentes teatros de Estocolmo y Finlandia. Fue un artista de talento, y fue contratado por el periódico Svenska Dagbladet entre 1926 y 1931, editando en 1928 un libro de caricaturas titulado I bakhåll. Además, junto a su hermano Siegfried Fischer escribió diferentes piezas teatrales de género cómico.
Fischer actuó también para el cine, escribiendo así mismo algunos guiones. Entre sus películas más destacadas figuran Munkbrogreven (1935), Grabbarna i 57:an (1935) y Pensionat Paradiset (1937).
Arthur Fischer falleció en 1991 en Estocolmo, Suecia. Fue enterrado en el Cementerio Skogskyrkogården de Estocolmo.

## Teatro

### Autor
- 1933 : Barn på beställning
- 1934 : Greven av Gamla stan (escrita con Siegfried Fischer)
- 1936 : Fröken Grönlunds pojke (escrita con Siegfried Fischer)
- 1936 : Tro, hopp och kärlek

### Actor
- 1928 : Así es (si así os parece), de Luigi Pirandello, escenografía de Ernst Eklund, Komediteatern[6]
- 1928 : Österlunds Hanna, de Frans Hedberg, escenografía de Hjalmar Peters, Tantolundens friluftsteater[7]
- 1933 : Violen från Flen, de Siegfried Fischer, Söders friluftsteater[8]
- 1933 : Barn på beställning, de Arthur Fischer, escenografía de Arthur Fischer, Mosebacketeatern[9]
- 1934 : Greven av Gamla stan, de Siegfried Fischer y Arthur Fischer, Mosebacketeatern[10]
- 1934 : Julia på camping, de Siegfried Fischer, Mosebacketeatern[11]
- 1935 : Hur ska' de' gå för Pettersson?, de Siegfried Fischer, Söders friluftsteater[12]
- 1935 : Följ me' till Köpenhamn, de Siegfried Fischer, escenografía de Siegfried Fischer, Mosebacketeatern[13]
- 1936 : Skojar-Hampus, de Siegfried Fischer, Mosebacketeatern[14]
- 1936 : Fröken Grönlunds pojke , de Siegfried Fischer y Arthur Fischer, escenografía de Siegfried Fischer y Arthur Fischer, Mosebacketeatern[15]
- 1936 : Tro, hopp och kärlek, de Arthur Fischer, escenografía de Arthur Fischer, Klippans sommarteater[16]
- 1936 : Gentes de Hemsö, de August Strindberg, escenografía de Siegfried Fischer, Mosebacketeatern[17]
- 1936 : Augustas lilla felsteg, de Siegfried Fischer, Mosebacketeatern[18]
- 1937 : Bergsprängarbruden, de Albin Erlandzon, escenografía de Siegfried Fischer, Mosebacketeatern[19]
- 1937 : Lördagsflirt, de Bjørn Bjørnevik, Mosebacketeatern[20]
- 1937 : Opp och heja! eller Mannen som stal Golfströmmen, de Tage Forsberg y Henry Carlson, Mosebacketeatern[21]
- 1939 : Don Juan i 7:an, de Gideon Wahlberg, escenografía de Gideon Wahlberg, Odeonteatern de Estocolmo[22]
- 1939 : Kärlek och landstorm, de Gideon Wahlberg y Walter Stenström, escenografía de Gideon Wahlberg, Odeonteatern de Estocolmo[23]
- 1940 : Familjen Larsson, de Siegfried Fischer, Odeonteatern de Estocolmo[24]
- 1940 : Strax lite varmare, de Gideon Wahlberg, Ch. Henry y Einar Molin, escenografía de Gideon Wahlberg, Odeonteatern de Estocolmo[25]
- 1940 : Här dansar Kalle Karlsson, de Siegfried Fischer, Klippans sommarteater[26]
- 1953 : Hans nåds testamente, de Hjalmar Bergman, escenografía de Sandro Malmquist, Skansens friluftsteater[27]
- 1958 : Södercharmörer, de Ingmar Billow y Stig Browall, escenografía de Stig Browall, Tantolundens friluftsteater[28]
- 1962 : La noche de la iguana, de Tennessee Williams, escenografía de Per Gerhard, Vasateatern[29]
- 1964 : Santa Juana, de George Bernard Shaw, escenografía de Per Gerhard, Vasateatern[30]
- 1966 : Kaktusblomman, de Pierre Barillet y Jean-Pierre Grédy, escenografía de Per Gerhard, Vasateatern[31]

## Filmografía

### Guionista
- 1936 : 33.333
- 1955 : Den glade skomakaren

### Actor
- 1933 : Augustas lilla felsteg
- 1934 : Marodörer
- 1935 : Grabbarna i 57:an
- 1935 : Munkbrogreven
- 1935 : Kärlek efter noter
- 1937 : Familjen Andersson
- 1937 : Pensionat Paradiset
- 1938 : Baldevins bröllop
- 1939 : Valfångare
- 1939 : Skanör-Falsterbo
- 1939 : Melodin från Gamla Stan
- 1940 : Kronans käcka gossar
- 1940 : Blyge Anton
- 1941 : Tänk, om jag gifter mig med prästen
- 1941 : Göranssons pojke
- 1942 : Gula kliniken
- 1942 : Morgondagens melodi
- 1942 : Sexlingar
- 1942 : Sol över Klara
- 1944 : Sabotage
- 1944 : Skeppar Jansson
- 1945 : Tre söner gick till flyget
- 1945 : Bröderna Östermans huskors
- 1945 : Brott och Straff
- 1945 : Idel ädel adel
- 1945 : I Roslagens famn
- 1945 : Pettersson & Bendels nya affärer
- 1945 : Änkeman Jarl
- 1946 : Bröder emellan
- 1947 : Rallare
- 1947 : Får jag lov, magistern!
- 1947 : Kvarterets olycksfågel
- 1947 : Folket i Simlångsdalen
- 1947 : Onda ögon
- 1948 : Flottans kavaljerer
- 1948 : Marknadsafton
- 1948 : Textilarna
- 1948 : Lappblod
- 1948 : De kämpade sig till frihet
- 1949 : Pappa Bom
- 1949 : Lång-Lasse i Delsbo
- 1949 : Hin och smålänningen
- 1949 : Boman får snurren
- 1950 : Rågens rike
- 1950 : Frökens första barn
- 1950 : Cuando la ciudad duerme
- 1950 : Regementets ros
- 1950 : Ung och kär
- 1951 : Leva på "Hoppet"
- 1951 : Livat på luckan
- 1951 : Skeppare i blåsväder
- 1952 : Kalle Karlsson från Jularbo
- 1952 : När syrenerna blomma
- 1953 : Sommaren med Monika
- 1953 : Folket i fält
- 1953 : Ursula – flickan i finnskogarna
- 1954 : Taxi 13
- 1954 : Östermans testamente
- 1955 : Åsa-Nisse ordnar allt
- 1955 : Den glade skomakaren
- 1956 : Sången om den eldröda blomman
- 1956 : Skorpan
- 1957 : Far till sol och vår
- 1957 : Med glorian på sned
- 1958 : Fridolf sticker opp!
- 1959 : Bara en kypare
- 1962 : Raggargänget
- 1963 : Mordvapen till salu
- 1963 : Den gula bilen
- 1963 : Sten Stensson kommer tillbaka
- 1966 : Trettio pinnar muck
- 1968 : Farbror Blås nya båt
- 1969 : Eva - den utstötta
- 1972-1974 : Bröderna Malm  (TV)